# Lorenzaga
Lorenzaga is een plaats (frazione) in de Italiaanse gemeente Motta di Livenza, provincie Treviso.